# Kōji Gushiken
Kōji Gushiken (n. 12 noiembrie 1956, Osaka, Japonia) este un gimnast artistic ce a reprezentat Japonia, medaliat olimpic. A participat la o ediție a Jocurilor Olimpice (1984) în care a câștigat două medalii de aur, o medalie de argint și două medalii de bronz.